# Centrolepis minima
Centrolepis minima é uma espécie de planta da família Centrolepidaceae. É encontrada na Nova Zelândia.